# Südafrikanische Straßen-Radmeisterschaften 2012

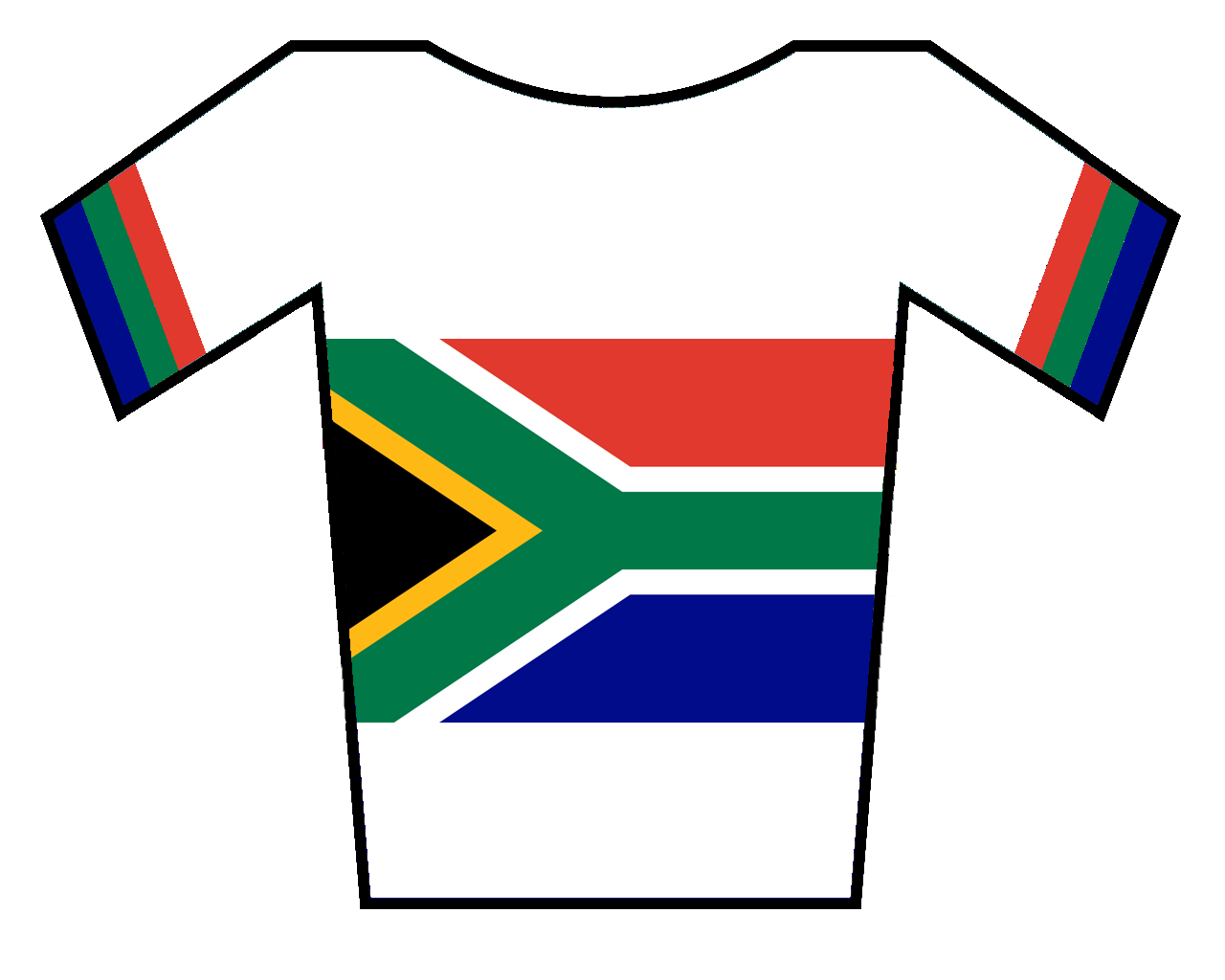
Das südafrikanische Meistertrikot

Die Südafrikanischen Straßen-Radmeisterschaften 2012 (offiziell: Mpumalanga Sport Council 2012 SA National Road Cycling & Time Trial Championships) fanden vom 1. bis zum 4. März in Mbombela (ehemals Nelspruit) rund um das dortige Mbombela-Stadion statt. Ausgetragen wurden jeweils die Einzelzeitfahren und Straßenrennen der Frauen und Männer Elite sowie der Junioren und Juniorinnen. Hinzu kamen noch Rennen für Studenten und Studentinnen und ein Mannschaftszeitfahren für die Männer Elite. Am 1. März fanden die Zeitfahren statt, das Mannschaftszeitfahren stand einen Tag später auf dem Programm. Die Meisterschaften endeten am 3. und 4. März mit den Straßenrennen. Die jeweiligen Meister erhielten das Recht, bis zu den nächsten Meisterschaften in Rennen in ihrer jeweiligen Disziplin ein Trikot in den südafrikanischen Landesfarben zu tragen.

## Zeitfahren

### Studentinnen
| Platz | Athletin           | Zeit       |
| ----- | ------------------ | ---------- |
| 1     | Lilandi Swanepoel  | 50:23 min  |
| 2     | Ashleigh Blackwell | + 3:50 min |

Länge: 31,7 km

Start: Donnerstag, 1. März

Strecke: Nelspruit, Mbombela-Stadion

Durchschnittsgeschwindigkeit des Siegers: 35,71 km/h
Es kamen 2 von 3 Athletinnen ins Ziel.

### Studenten
| Platz | Athlet             | Zeit       |
| ----- | ------------------ | ---------- |
| 1     | Viehann du Plessis | 59:57 min  |
| 2     | Kevin Patten       | + 0:13 min |

Länge: 40 km

Start: Donnerstag, 1. März

Strecke: Nelspruit, Mbombela-Stadion

Durchschnittsgeschwindigkeit des Siegers: 40,02 km/h
Es kamen 2 von 2 Athleten ins Ziel.

### Juniorinnen
| Platz | Athletin                      | Zeit       |
| ----- | ----------------------------- | ---------- |
| 1     | Heidi Dalton                  | 28:37 min  |
| 2     | Rosemarie de Vink             | + 3:14 min |
| 3     | Corlia van der Merwe          | + 3:21 min |
| 4     | Michelle de Jager             | + 3:45 min |
| 5     | Sonya Kritzinger              | + 4:06 min |
| 6     | Terri-Jo Leyland              | + 4:09 min |
| 7     | Danika Breet                  | + 4:39 min |
| 8     | Andri Coetzee                 | + 5:21 min |
| 9     | Nicole Danielle van der Merwe | + 5:24 min |
| 10    | Michelle Loots                | + 9:05 min |

Länge: 14 km

Start: Donnerstag, 1. März

Strecke: Nelspruit, Mbombela-Stadion

Durchschnittsgeschwindigkeit des Siegers: 31,45 km/h
Es kamen 10 von 10 Athletinnen ins Ziel.

### Junioren
| Platz | Athlet                   | Zeit       |
| ----- | ------------------------ | ---------- |
| 1     | Rohan du Plooy           | 42:01 min  |
| 2     | Johannes Nicolaas Thiart | + 0:13 min |
| 3     | Wesley Eslick            | + 1:21 min |
| 4     | Ryan Felgate             | + 1:32 min |
| 5     | Dirkie Nel               | + 2:10 min |
| 6     | Daniel Stroebel          | + 2:38 min |
| 7     | Kellan Gouveris          | + 2:58 min |
| 8     | De Wet Schalk Swanepoel  | + 3:15 min |
| 9     | Jac-Johann Steyn         | + 3:20 min |
| 10    | Morne van Niekerk        | + 3:26 min |

Länge: 25 km

Start: Donnerstag, 1. März

Strecke: Nelspruit, Mbombela-Stadion

Durchschnittsgeschwindigkeit des Siegers: 42,84 km/h
Es kamen 29 von 33 Athleten ins Ziel.

### Frauen Elite
Die beiden Erstplatzierten erhielten drei beziehungsweise zwei Punkte für die UCI-Weltrangliste.
| Platz | Athletin              | Zeit       |
| ----- | --------------------- | ---------- |
| 1     | Cherise Taylor        | 45:34 min  |
| 2     | Ashleigh Moolman      | + 1:17 min |
| 3     | An-Li Pretorius       | + 1:33 min |
| 4     | Karien van Jaarsveld  | + 3:12 min |
| 5     | Cashandra Slingerland | + 3:19 min |
| 6     | Lise Olivier          | + 4:08 min |
| 7     | Lilandi Swanepoel     | + 4:49 min |
| 8     | Engela Conradie       | + 6:06 min |
| 9     | Ashleigh Blackwell    | + 8:38 min |
| 10    | Chane Jonker          | + 9:45 min |

Länge: 29 km

Start: Donnerstag, 1. März

Strecke: Nelspruit, Mbombela-Stadion

Durchschnittsgeschwindigkeit des Siegers: 39,49 km/h
Es kamen 10 von 11 Athletinnen ins Ziel.

### Männer Elite und U-23
Die ersten drei Fahrer erhielten acht, fünf und zwei Punkte für die Rangliste der UCI Africa Tour 2012.
| Platz | Athlet                       | Zeit       |
| ----- | ---------------------------- | ---------- |
| 1     | Reinardt Janse van Rensburg  | 50:40 min  |
| 2     | Jay Thomson                  | + 0:13 min |
| 3     | Johann Rabie                 | + 0:14 min |
| 4     | Robert Hunter                | + 0:15 min |
| 5     | Darren Lill                  | + 0:34 min |
| 6     | Conrad Stoltz                | + 0:38 min |
| 7     | Louis Meintjes (Sieger U-23) | + 1:01 min |
| 8     | JC Nel (Zweiter U-23)        | + 1:22 min |
| 9     | Jacobus Venter               | + 2:18 min |
| 10    | Bradley Potgieter            | + 2:18 min |

Länge: 38 km

Start: Donnerstag, 1. März

Strecke: Nelspruit, Mbombela-Stadion

Durchschnittsgeschwindigkeit des Siegers: 47,37 km/h
Es kamen 36 von 39 Athleten ins Ziel.

## Mannschaftszeitfahren

### Männer Elite und U-23
| Platz | Land                | Athlet                                                                                               | Zeit        |
| ----- | ------------------- | --- | ----------- |
| 1     | Team Bonitas        | Darren Lill/Ian McLeod/Johann Rabie/Johannes Kachelhoffer/ Tyler Day/Jason Bakke                     | 1:02:56 h   |
| 2     | Top Club Nuwater    | Shaun Ward/Jacobus Venter/Theuns van der Bank/ James Tennent/Guillaume Johannes de Beer/Anton Wynand | + 2:26 min  |
| 3     | Top Club a(s)g U-23 | Kevin Patten/James Fourie/ Dustin Kilpatrick/Viehann du Plessis                                      | + 4:44 min. |
| 4     | Toyota CSA Academy  | Martin Scheppel/Louis Meintjes/Bradley Stroberg/ Steven van Heerden/Emile Jacobs/Willie Smit         | + 5:22 min. |

Start: Freitag, 2. März

Strecke: Nelspruit, Mbombela-Stadion

## Straßenrennen

### Studentinnen
| Platz | Athletin                | Zeit         |
| ----- | ----------------------- | ------------ |
| 1     | Ashleigh Blackwell      | 3:35:39 h    |
| 2     | Lilandi Swanepoel       | + 1:20 min   |
| 3     | Linda van den Biggelaar | gleiche Zeit |
| 4     | Danielle Dalton         | gleiche Zeit |

Länge: 105 km

Start: Sonntag, 4. März

Strecke: Nelspruit, Mbombela-Stadion

Durchschnittsgeschwindigkeit des Siegers: 30,61 km/h
Es kamen 4 von 4 Athletinnen ins Ziel.

### Studenten
| Platz | Athlet             | Zeit         |
| ----- | ------------------ | ------------ |
| 1     | Viehann du Plessis | 4:09:52 h    |
| 2     | Willie Smit        | gleiche Zeit |
| 3     | Kevin Patten       | gleiche Zeit |
| 4     | Chris Cronje       | + 13:29 min  |
| 5     | Alan Gordon        | gleiche Zeit |

Länge: 155 km

Start: Samstag, 3. März

Strecke: Nelspruit, Mbombela-Stadion

Durchschnittsgeschwindigkeit des Siegers: 38,42 km/h
Es kamen 5 von 5 Athleten ins Ziel.

### Juniorinnen
| Platz | Athletin                      | Zeit         |
| ----- | ----------------------------- | ------------ |
| 1     | Heidi Dalton                  | 1:58:15 h    |
| 2     | Terri-Jo Leyland              | + 6:53 min   |
| 3     | Andri Coetzee                 | gleiche Zeit |
| 4     | Rosemarie de Vink             | gleiche Zeit |
| 5     | Michelle de Jager             | + 7:15 min   |
| 6     | Danika Breet                  | + 7:21 min   |
| 7     | Nicole Danielle van der Merwe | gleiche Zeit |
| 8     | Corlia van der Merwe          | + 17:33 min  |
| 9     | Sonya Kritzinger              | + 17:37 min  |
| 10    | Michelle Loots                | + 33:29 min  |

Länge: 60 km

Start: Samstag, 3. März

Strecke: Nelspruit, Mbombela-Stadion

Durchschnittsgeschwindigkeit des Siegers: 30,44 km/h
Es kamen 10 von 10 Athletinnen ins Ziel.

### Junioren
Am Rennen nahmen auch zwei Fahrer aus Portugal teil, die schließlich 20. und 21. wurden.
| Platz | Athlet                  | Zeit         |
| ----- | ----------------------- | ------------ |
| 1     | Kellan Gouveris         | 3:08:03 h    |
| 2     | Ryan Felgate            | gleiche Zeit |
| 3     | Ryan Gibbons            | gleiche Zeit |
| 4     | De Wet Schalk Swanepoel | gleiche Zeit |
| 5     | Oliver Stapleton-Cotton | gleiche Zeit |
| 6     | Dirkie Nel              | gleiche Zeit |
| 7     | Jac-Johann Steyn        | gleiche Zeit |
| 8     | Morne van Niekerk       | gleiche Zeit |
| 9     | Paul Rodenbach          | gleiche Zeit |
| 10    | Johann de Bod           | gleiche Zeit |

Länge: 110 km

Start: Sonntag, 4. März

Strecke: Nelspruit, Mbombela-Stadion

Durchschnittsgeschwindigkeit des Siegers: 35,10 km/h
Es kamen 30 von 47 Athleten ins Ziel.

### Frauen Elite
Die vier Erstplatzierten (10, 7, 5, 3) erhielten Punkte für die UCI-Weltrangliste. Am Rennen nahmen auch eine Fahrerin aus Großbritannien und eine aus Norwegen teil.
| Platz | Athletin             | Zeit         |
| ----- | -------------------- | ------------ |
| 1     | Ashleigh Moolman     | 3:20:44 h    |
| 2     | Lise Olivier         | gleiche Zeit |
| 3     | Joanna van de Winkel | gleiche Zeit |
| 4     | Robyn Lee de Groot   | + 2:34 min   |
| 5     | An-Li Pretorius      | gleiche Zeit |
| 6     | Karien van Jaarsveld | gleiche Zeit |
| 7     | Lylanie Lauwrens     | gleiche Zeit |
| 8     | Cherise Taylor       | gleiche Zeit |
| 9     | Anriette Schoeman    | gleiche Zeit |
| 10    | Ashleigh Blackwell   | + 14:55 min  |

Länge: 110 km

Start: Samstag, 3. März

Strecke: Nelspruit, Mbombela-Stadion

Durchschnittsgeschwindigkeit des Siegers: 32,88 km/h
Es kamen 20 von 25 Athletinnen ins Ziel.

### Männer Elite und U-23
Die ersten acht Fahrer erhielten Punkte (40, 30, 16, 12, 10, 8, 6, 3) für die Rangliste der UCI Africa Tour 2012. Der Sieger Robert Hunter konnte als Fahrer eines ProTeams allerdings keine Punkte erhalten. Am Rennen nahmen auch Fahrer aus zahlreichen anderen afrikanischen Ländern teil, so zu, Beispiel aus Eritrea oder Ägypten.
| Platz | Athlet                      | Zeit         |
| ----- | --------------------------- | ------------ |
| 1     | Robert Hunter               | 4:07:43 min  |
| 2     | Reinardt Janse van Rensburg | gleiche Zeit |
| 3     | Johann Rabie                | + 0:03 min   |
| 4     | Arran Brown                 | + 0:07 min   |
| 5     | Nolan Hoffman               | gleiche Zeit |
| 6     | Jacobus Venter              | + 1:08 min   |
| 7     | Darren Lill                 | + 1:12 min   |
| 8     | Ferekalsi Debessay          | + 2:03 min   |
| 9     | Stefan Ihlenfeld            | + 2:09 min   |
| 10    | Calvin Beneke (Sieger U-23) | gleiche Zeit |

Länge: 160 km

Start: Sonntag, 4. März

Strecke: Nelspruit, Mbombela-Stadion

Durchschnittsgeschwindigkeit des Siegers: 38,75 km/h
Es kamen 64 von 64 Athleten ins Ziel.